# Peak
Peak è un comune degli Stati Uniti d'America, situato in Carolina del Sud, nella Contea di Newberry.